# Іпала (вулкан)
Вулкан Іпала — стратовулкан на південному сході Гватемали. Широкий кратер на вершині вулкану (до 1 км у діаметрі) містить кратерне озеро ( озеро Іпала), водна поверхня якого знаходиться приблизно на 150 м нижче краю кратера. Вулкан Іпала є частиною скупчення невеликих стратовулканів і полів шлакових конусів у південно-східній Гватемалі.

## Дивись також
- Список вулканів Гватемали